# Georges Auric
Pour les articles homonymes, voir Auric.
Georges Auric est un compositeur français, né le 15 février 1899 à Lodève (Hérault) et mort le 23 juillet 1983 à Paris (8e).
Compositeur de musiques de films, il est notamment à l'origine de la bande-son de films célèbres tels que La Belle et la Bête de Jean Cocteau, Notre-Dame de Paris de Jean Delannoy et La Grande Vadrouille de Gérard Oury. Il fut également compagnon de route du Parti communiste français.

## Biographie
Il fait ses premières études de piano au conservatoire de Montpellier puis entre en 1913 au Conservatoire de Paris où il est l'élève jusqu'en 1914 de Georges Caussade (1873-1936) en contrepoint et fugue. À partir de 1914, il étudie la composition avec Vincent d'Indy à la Schola Cantorum de Paris. À partir de 1915, il fréquente Igor Stravinsky et Erik Satie avant de se joindre au groupe des Six avec Arthur Honegger, Darius Milhaud, Francis Poulenc, Louis Durey et Germaine Tailleferre. Ami de Jean Cocteau, du peintre Jean Hugo, de Valentine Hugo et de Raymond Radiguet, il passe avec eux plusieurs vacances au Piquey (bassin d'Arcachon) et dactylographie le texte du Bal du comte d'Orgel.
Ses premières mélodies s'inspirent d'Erik Satie, d'Igor Stravinsky, d'Emmanuel Chabrier.
Il a écrit des critiques musicales dès 1913 (il avait quatorze ans) dans la Revue française de musique. Le 10 décembre 1913, celle-ci publie son article intitulé « Erik Satie, musicien humoriste » qui ravira le compositeur. Satie demandera à le rencontrer et sera tout surpris de l'âge du rédacteur.
Il est notamment l'auteur avec Diaghilev des ballets Les Fâcheux et Les Matelots ainsi que de la tragédie chorégraphique Phèdre. Parallèlement, il signe des musiques de films aussi célèbres que Le Sang d'un poète (1930), La Belle et la Bête (1946) et Orphée (1950) de Jean Cocteau, Moulin Rouge (1952), réalisé par John Huston, Lola Montès (1955) de Max Ophüls, Du rififi chez les hommes, réalisé par Jules Dassin (1955), "Le Mystère Picasso" réalisé par Henri-Georges Clouzot (1955),Notre-Dame de Paris de Jean Delannoy et La Grande Vadrouille de Gérard Oury.

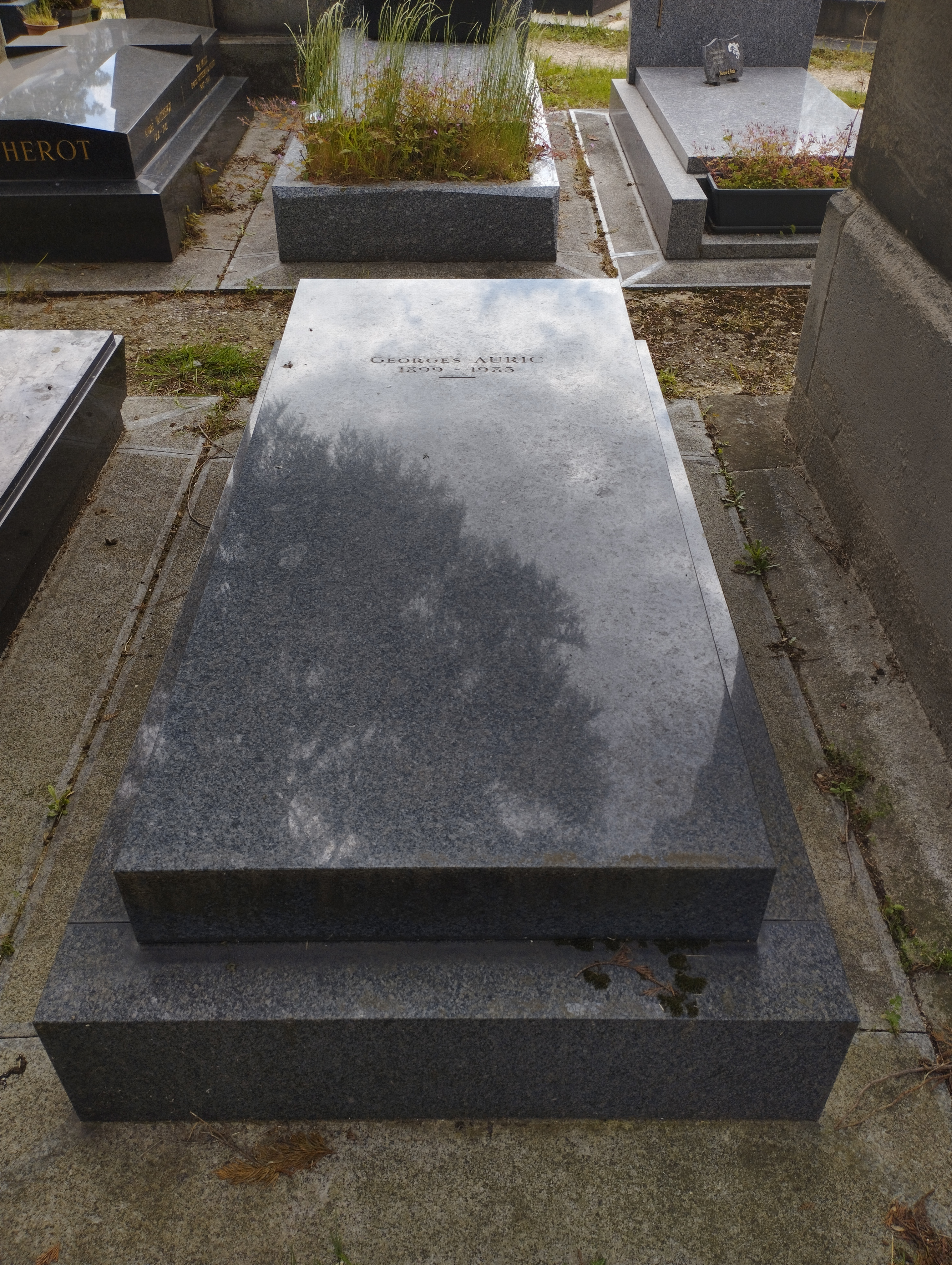
Tombe de Georges Auric au cimetière du Montparnasse (division 2).

Il reçut le prix Ondas en 1959 à Barcelone pour l'ensemble de son œuvre musicale à l'Ortf.
Il fut président de la Société des auteurs, compositeurs et éditeurs de musique (SACEM) de 1954 à 1978, administrateur de la Réunion des théâtres lyriques nationaux du 1er juin 1962 au 31 juillet 1968 et membre du conseil culturel du Cercle Culturel de Royaumont.
Il était marié depuis le 30 octobre 1930 à Eleonore Vilter (1902, Autriche - 1982, Paris), plus connue sous son nom d'artiste peintre  et décoratrice Nora Auric.
Georges Auric est inhumé à Paris, au cimetière du Montparnasse (division 2).

## Compositions
Cette liste est constituée principalement à l'aide du Répertoire des œuvres musicales de Georges Auric établi par Josiane Mas.

### Musique de chambre
- Imaginées I à VI, pour différentes formations, 1956-1973.
- Aria, pour flûte et piano, 1977.

### Pièces pour piano
- L'après-midi dans un parc, 1914
- Prélude, 1919
- Adieu New York !, fox-trot pour piano ou orchestre, 1920.
- Pastorales, 1920.
- Sonatine, 1923.
- Cinq Bagatelles, pour piano à quatre mains, 1925-1926.
- Sonate, 1930-1931.
- Bibliophilie, pour deux pianos, 1932.
- 9 Pièces brèves, (1941-47)
- Danse française, 1946.
- Partita, pour deux pianos, 1955.
- Doubles jeux pour deux pianos, 1970-1972.
- Élégie
- L’Évasion

### Œuvres pour orchestre
- Chandelles romaines, musique symphonique, 1919
- Adieu New York !, fox-trot pour piano ou orchestre, 1920
- La Chaîne, musique symphonique, 1931
- Conquête de la terre, 1955
- Allegro final, 1956
- Le Malade imaginaire, musique de scène, 1958

### Musique chorale
- Cinq chansons françaises, pour chœur à 4 voix mixtes, 1941 ; (dédiées à Nadia Boulanger)
- La Corvée d'eau, pour chœur à 3 voix mixtes, 1983

### Mélodies
- Alphabet, sept mélodies sur des quatrains de Raymond Radiguet, 1923, créées à la salle Pleyel à Paris le 5 juin 1923 ;
- Cinq poèmes de Gérard de Nerval, 1925
- Deux romances, 1926
- Cinq chansons de Lise Hirtz, 1930
- Drôles d'histoires, 1936
- Chant sinistre, 1936
- Au bord de l'eau, 1937
- Au commissariat, 1937
- Le Campeur en chocolat, 1937
- Le Canard, 1937
- Chantons jeune fille, 1937
- Chez Hélène, 1937
- En barque, 1937
- Mélodies sur des poèmes d'Eluard, 1941
- Cinq chansons française, 1941
- Quatre Chants de la France malheureuse, 1943
- Du côté de la vie, marche chantée, 1949
- Cœur de mon cœur, pour piano et voix ou orchestre et voix, 1954

### Musique de scène
- Le Dompteur, créé au théâtre Michel à Paris le 18 décembre 1925
- Les Oiseaux, pièce de Bernard Zimmer d'après Aristophane (recueil publié aux Éditions Salabert - E.A.S.4780), créé au théâtre Montmartre à Paris en 1928
- Le Camelot, créé au théâtre de l'Atelier à Paris le 13 octobre 1936
- Le Bossu, créé au théâtre Marigny à Paris, le 15 novembre 1949
- Anastasia, pour la pièce Anastasia de Marcelle Maurette, créée au Théâtre Antoine à Paris le 25 juin 1952
- Le Malade imaginaire de Molière, création le 16 décembre 1958 à La Comédie Française
- Esther, pour la pièce de Jean Racine, créée au théâtre Montansier à Versailles le 9 mai 1961

### Ballets
- Les Fâcheux, d'après Molière (livret de Boris Kochno), créé à Monte-Carlo le 19 janvier 1924
- Les Matelots, créé à Paris le 17 juin 1925
- La Pastorale, créé à Paris le 26 mai 1926
- Les Enchantements d'Alcine, 1928, créé à l'Opéra de Paris le 21 mai 1929
- La Concurrence, crée à l'Opéra de Monte-Carlo le 12 avril 1932
- Phèdre, 1950
- Le Peintre et son modèle, 1948
- Chemin de lumière, créé à l'Opéra de Munich le 27 mars 1952
- Coup de feu, créé au théâtre des Champs-Élysées à Paris le 7 mai 1952
- La Chambre, créé au théâtre des Champs-Élysées à Paris le 20 décembre 1955
- Tricolore, 1978;

### Musique de films
- 1930 : Le Sang d'un poète
- 1931 : À nous la liberté
- 1934 : Lac aux dames
- 1935 : Les Mystères de Paris
- 1936 : Sous les yeux d'Occident (Razumov)
- 1937 : Un déjeuner de soleil
- 1937 : Tamara la complaisante
- 1937 : La Danseuse rouge
- 1937 : Gribouille
- 1937 : Le Messager
- 1937 : L'Alibi
- 1938 : Les Oranges de Jaffa
- 1938 : Son oncle de Normandie
- 1938 : La Rue sans joie d'André Hugon
- 1938 : Huilor
- 1938 : Trois minutes - les saisons
- 1938 : La Vie d'un homme de Jean-Paul Le Chanois
- 1938 : L'Affaire Lafarge
- 1938 : Orage
- 1938 : Entrée des artistes
- 1939 : La Mode rêvée
- 1939 : Le Corsaire
- 1940 : De la ferraille à l'acier victorieux
- 1942 : Opéra-Musette
- 1942 : Macao, l'enfer du jeu
- 1942 : L'assassin a peur la nuit
- 1942 : Monsieur La Souris
- 1942 : Les Petits Riens
- 1942 : La Belle Aventure, de Marc Allégret
- 1943 : L'Éternel Retour
- 1944 : Le Bossu
- 1945 : Farandole
- 1945 : François Villon
- 1945 : Au cœur de la nuit (Dead of Night)
- 1945 : La Part de l'ombre
- 1945 : César et Cléopâtre (Caesar and Cleopatra)
- 1946 : La Belle et la Bête
- 1946 : La Symphonie pastorale
- 1947 : La Rose et le Réséda
- 1947 : À cor et à cri (Hue and Cry)
- 1947 : Torrents
- 1947 : Les jeux sont faits
- 1947 : Il pleut toujours le dimanche de Robert Hamer
- 1947 : La Septième Porte d'André Zwobada
- 1948 : Silent Dust
- 1948 : Kermesse fantastique
- 1948 : Ruy Blas
- 1948 : Corridor of Mirrors
- 1948 : L'Aigle à deux têtes
- 1948 : Aux yeux du souvenir
- 1948 : Another Shore
- 1948 : Les Parents terribles
- 1949 : The Spider and the Fly, de Robert Hamer
- 1949 : Passeport pour Pimlico (Passport to Pimlico)
- 1949 : Les Noces de sable d'André Zwobada
- 1949 : La Reine des cartes (The Queen of Spades)
- 1949 : Maya
- 1950 : La Cage d'or (Cage of Gold)
- 1950 : Orphée
- 1951 : Caroline chérie
- 1951 : The Galloping Major
- 1951 : Les Amants de bras-mort
- 1951 : De l'or en barres (The Lavender Hill Mob)
- 1951 : Ce siècle a cinquante ans
- 1952 : Nez de cuir
- 1952 : La P... respectueuse (La Putain respectueuse)
- 1952 : Moulin Rouge
- 1953 : Tortillard pour Titfield (The Titfield Thunderbolt)
- 1953 : Le Salaire de la peur
- 1953 : Vacances romaines (Roman Holiday)
- 1953 : L'Esclave
- 1954 : Les bons meurent jeunes (The Good Die Young)
- 1954 : Détective du bon Dieu (Father Brown)
- 1954 : La Chair et le Diable, de Jean Josipovici
- 1954 : Les Hommes ne comprendront jamais (The Divided Heart)
- 1955 : Du rififi chez les hommes
- 1955 : Chéri-Bibi
- 1955 : Nagana
- 1955 : Abdullah le Grand (Abdulla the Great)
- 1955 : Les Hussards
- 1955 : Lola Montès
- 1956 : L'Odyssée du capitaine Steve (Walk Into Paradise)
- 1956 : Gervaise
- 1956 : The Bespoke Overcoat
- 1956 : Le Mystère Picasso
- 1956 : Les Aventures de Till L'Espiègle
- 1956 : Notre-Dame de Paris
- 1957 : Dangerous Exile
- 1957 : Dieu seul le sait (Heaven Knows, Mr. Allison)
- 1957 : Le Scandale Costello (The Story of Esther Costello)
- 1957 : Celui qui doit mourir
- 1957 : Les Espions
- 1958 : Les Bijoutiers du clair de lune
- 1958 : Next to No Time
- 1958 : Christine
- 1959 : Le Voyage (The Journey)
- 1959 : SOS Pacific
- 1960 : Le Testament d'Orphée
- 1960 : Sergent X
- 1960 : Schlußakkord
- 1961 : Le Rendez-vous de minuit
- 1961 : La Princesse de Clèves
- 1961 : Aimez-vous Brahms ? (Goodbye Again)
- 1961 : Le Pont vers le soleil (Bridge to the Sun)
- 1961 : Les croulants se portent bien
- 1961 : Les Innocents (The Innocents)
- 1962 : La Chambre ardente
- 1962 : Carillons sans joie
- 1963 : The Kremlin (TV)
- 1963 : The Mind Benders
- 1965 : Thomas l'imposteur
- 1965 : Marc et Sylvie (série télévisée)
- 1965 : La Communale
- 1966 : La Sentinelle endormie
- 1966 : L'Âge heureux (série télévisée)
- 1966 : Opération Opium (The Poppy Is Also a Flower)
- 1966 : La Grande Vadrouille de Gérard Oury
- 1968 : Thérèse et Isabelle de Radley Metzger
- 1969 : Le Trésor des Hollandais (série télévisée)
- 1969 : L'Arbre de Noël
- 1975 : Les Zingari (série télévisée)

### Divers
- Entr'acte pour la pièce Les Pélicans de Raymond Radiguet, créé les 23 et 26 mai 1921 au théâtre Michel à Paris
- Diable, musique pour un sketch fantaisie, 1926
- L’Escalier de la vie, revue musicale en 1 acte, créée au théâtre Apollo Chauve-Souris le 9 novembre 1928

## Carrière en tant qu'acteur
- 1924 : Entr'acte de René Clair
- 1929 : Les Mystères du château de Dé de Man Ray

## Postérité

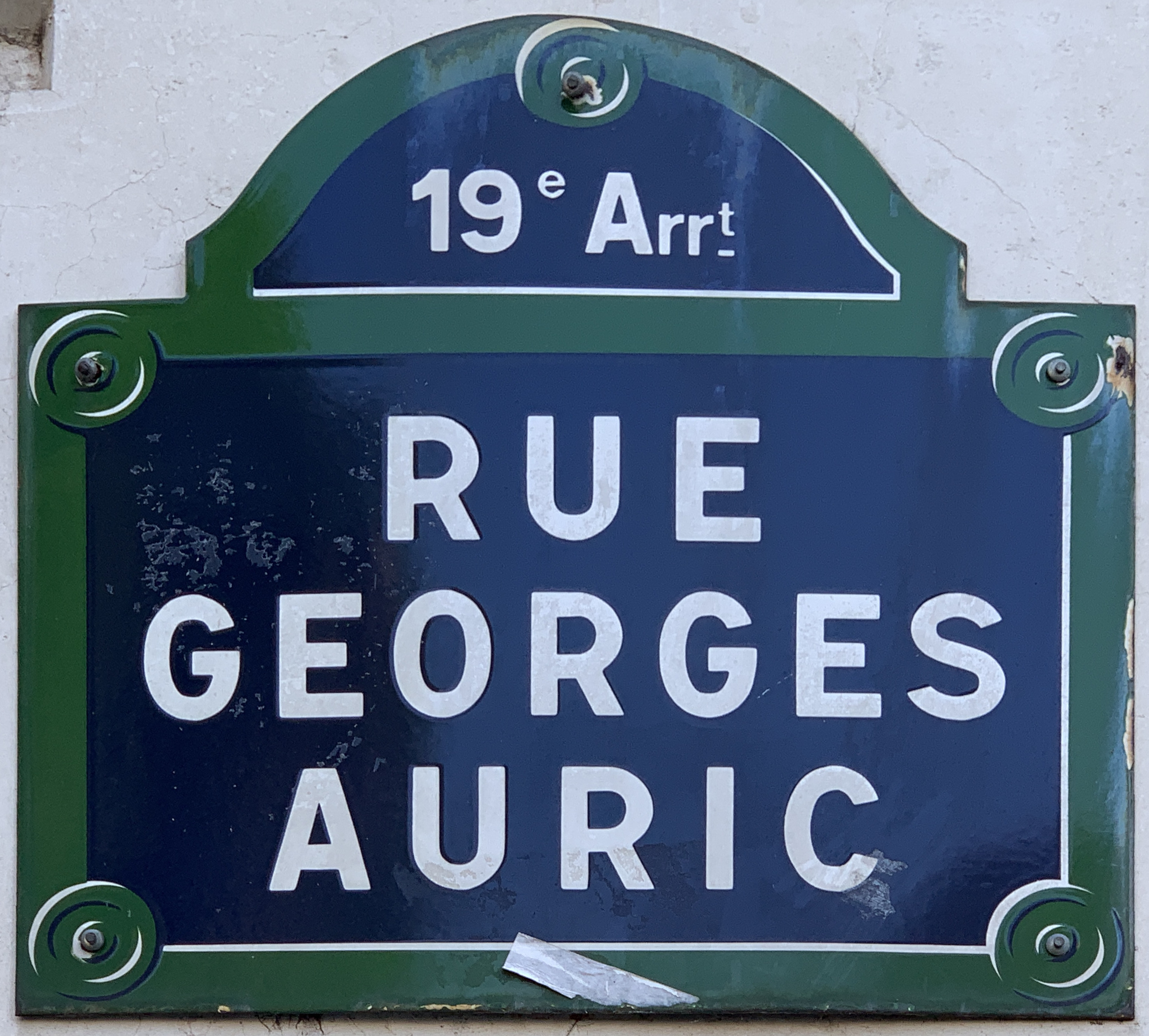
Plaque de rue de la rue Georges-Auric à Paris.

Il existe depuis 1990 une rue Georges-Auric, dans le 19e arrondissement de Paris.
Il existe également une avenue Georges-Auric au Mans.